# Teleférico do Horto
O Teleférico do Horto é um sistema de teleférico instalado na cidade de Juazeiro do Norte, região do Cariri, estado do Ceará, Brasil.
Entre as estações Romeiros (parte inferior) e Horto (superior), os bondinhos percorrem uma distância de aproximadamente dois quilômetros a uma altura de 200 metros, em um tempo de 7 minutos e 30 segundos. O equipamento completo é composto por 12 torres de sustentação, 26 cabines climatizadas, e mais cinco reservas, com dez lugares.

## Histórico
Com capacidade para transportar até 2.080 pessoas por hora, o Teleférico do Horto, em Juazeiro do Norte, foi inaugurado pelo Governo do Ceará, no dia 28 de março de 2022. O equipamento é considerado importante para incrementar mais ainda o turismo na região, principalmente o religioso, já que liga a Praça dos Romeiros à área onde fica a estátua de Padre Cícero, um dos símbolos do Cariri. O investimento foi da ordem de R$ 79,1 milhões.